# Ostryga jadalna
Ostryga jadalna (Ostrea edulis) – gatunek osiadłego małża nitkoskrzelnego z rodziny ostrygowatych (Ostreidae), opisany przez Karola Linneusza w 1758 roku w Systema Naturae, najcenniejszy mięczak jadalny, obecny w jadłospisie człowieka co najmniej od starożytności. Ostrygi to wartościowy i zdrowy pokarm.

## Występowanie
Występuje w północno-wschodniej części Oceanu Atlantyckiego – wzdłuż wybrzeży Europy (stąd spotykana czasem nazwa ostryga europejska), od Norwegii po okolice Maroko – oraz w całym basenie Morza Śródziemnego, aż po Morze Czarne. W latach 40. i 50. XX wieku została celowo introdukowana w zachodniej części Atlantyku, gdzie utworzyła trwałe populacje u wybrzeży Ameryki Północnej.

## Budowa i biologia
Muszla ostrygi jadalnej jest owalna lub ma kształt gruszki, może osiągać długość ponad 20 cm. Jej powierzchnia jest szorstka. Ubarwienie białe, kremowe lub żółtawe. Lewa (dolna) skorupka muszli jest większa, wyraźnie zagłębiona i przytwierdzona do podłoża. Prawa skorupka ma chropowate krawędzie, a na jej powierzchni występują jasnobrązowe lub niebieskawe smugi. Funkcjonuje jako pokrywka. Wewnętrzne powierzchnie muszli są gładkie, zazwyczaj perłowe, białe lub niebieskawe. Zamek muszli nie ma zębów. Mięso ostrygi jadalnej jest kremowo-beżowe lub jasnoszare.
W rozwoju ostrygi jadalnej występuje larwa typu weliger. Ostrea edulis żyje ponad 20 lat.

## Znaczenie użytkowe
Ostryga jadalna była hodowana w starożytności przez Rzymian w specjalnie do tego celu budowanych stawach ze słoną wodą. Na terenie Polski, znaleziska muszli ostryg (przywożonych w celach konsumpcyjnych) stwierdzono w kilku stanowiskach z okresu wczesnego średniowiecza. Popularność w Polsce zyskały z innymi daniami kuchni francuskiej na początku XVII wieku. 

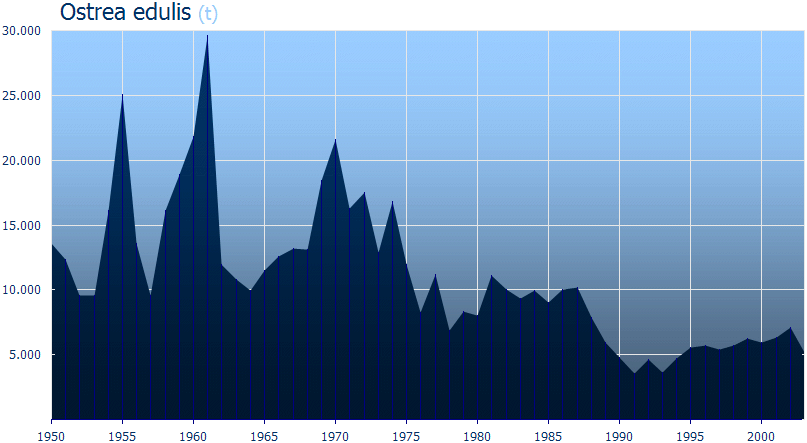
Światowe połowy Ostrea edulis w latach 1950-2003 (w tonach) na podstawie FAO/FIGIS

Do XIX wieku, ostryga jadalna była poławiana na dużą skalę, co doprowadziło do przełowienia i zniszczenia populacji w Europie. W drugiej połowie XIX wieku w południowo-zachodniej Francji, a następnie w basenie Morza Śródziemnego (początek XX w.) upowszechniły się metody hodowli tego gatunku. Większość hodowców pozyskuje larwy ze źródeł naturalnych. Odnawiające się populacje Ostrea edulis zostały znacznie przerzedzone epidemią choroby zakaźnej w 1920 roku.
W połowie XX w. upowszechniła się hodowla małży dwóch innych gatunków: ostryżycy amerykańskiej (Crassostrea virginica) i japońskiej (Crassostrea gigas) – nie uzyskały one jednak tak dużego uznania konsumentów, jak ostryga jadalna. W 1961 roku złowiono blisko 30 tys. ton małży tego gatunku. W wyniku kolejnej epidemii w latach 70. i 80. XX w. liczebność populacji zaczęła wyraźnie spadać. Około roku 2000 połowy światowe ustabilizowały się na poziomie 7 tys. ton rocznie. 

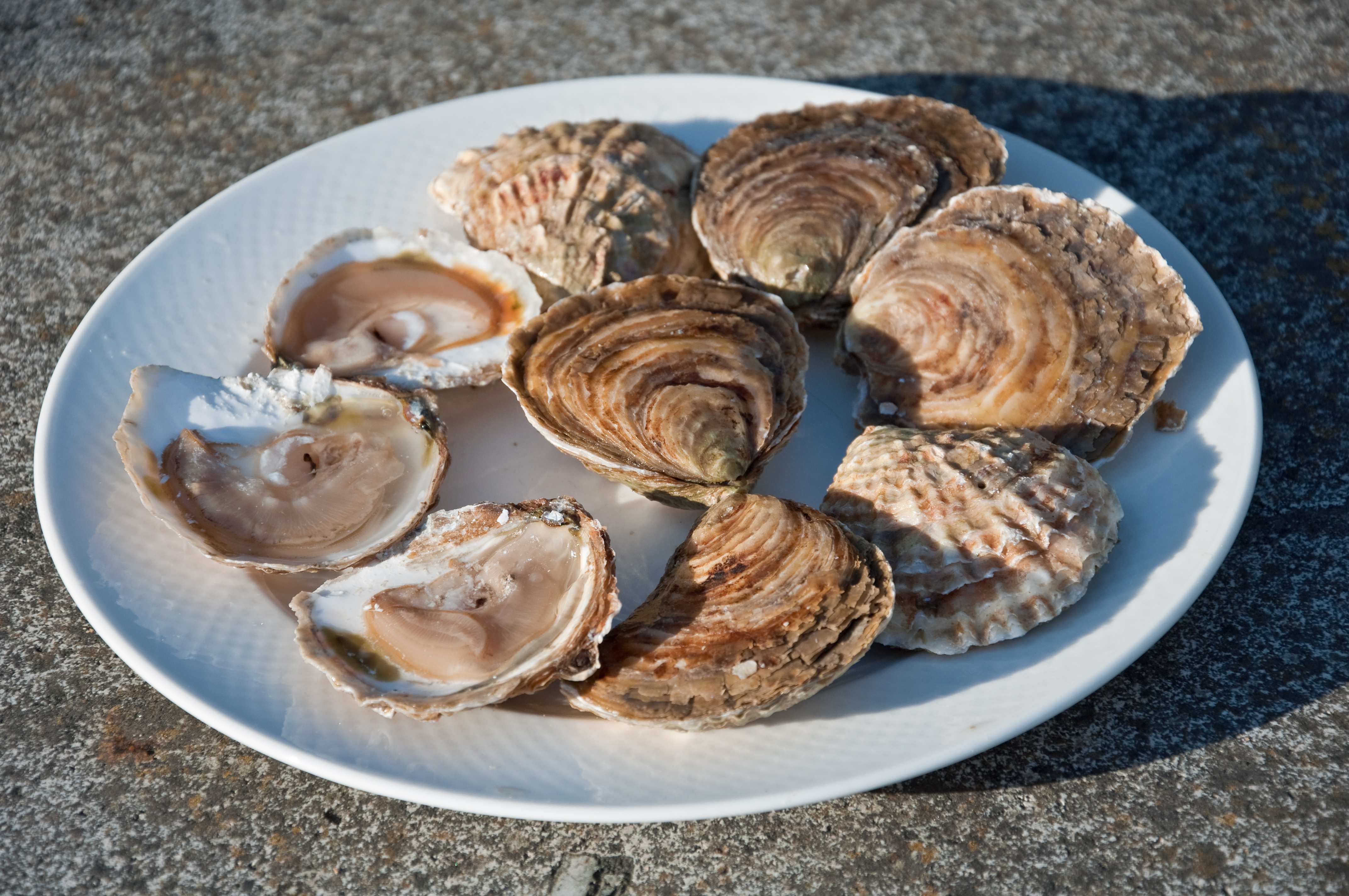
Ostrygi z Bretanii

Ostrygi jadalne są sprzedawane lokalnie oraz przez sieci supermarketów oraz restauracji. Z powodu zmniejszonych połowów, cena tych małży znacznie wzrosła osiągając rekord na poziomie 13 USD za kg. Obecnie, Ostrea edulis jest jednym z najdroższych owoców morza. Tradycyjnie małże te są spożywane na surowo, podawane w połówkach muszli. Można je gotować, piec, smażyć, zapiekać, marynować, a nawet grillować.